# Trikarya
Trikarya is een bestuurslaag in het regentschap Musi Rawas van de provincie Zuid-Sumatra, Indonesië. Trikarya telt 2037 inwoners (volkstelling 2010).